# Dworce (obwód brzeski)
Dworce (biał. Дварцы, Dwarcy; ros. Дворцы, Dworcy) – wieś na Białorusi, w obwodzie brzeskim, w rejonie kamienieckim, w sielsowiecie Rzeczyca, w granicach Parku Narodowego „Puszcza Białowieska”.

## Historia
W XIX i w początkach XX w. położone były w Rosji, w guberni grodzieńskiej, w powiecie brzeskim, w gminie Dworce, której zarządu były siedzibą do jej zniesienia w 1928.
W dwudziestoleciu międzywojennym leżały w Polsce, w województwie poleskim, do 12 kwietnia 1928 w powiecie brzeskim, w gminie Dworce, następnie w powiecie prużańskim, w gminie Horodeczno. W 1921 miejscowość liczyła 84 mieszkańców, zamieszkałych w 12 budynkach, wyłącznie Białorusinów wyznania prawosławnego.
Po II wojnie światowej w granicach Związku Sowieckiego. Od 1991 w niepodległej Białorusi.